# مانتيلي (أورن)
مانتيلي هي بلدية في أورن في شمال غرب فرنسا.